# Schöneiche bei Berlin
Schöneiche bei Berlin – gmina w Niemczech w kraju związkowym Brandenburgia, w powiecie Oder-Spree. Połączona jest z Berlinem linią tramwajową nr 88.